# Ray Barretto
Ray Barretto (29. dubna 1929 – 17. února 2006) byl americký perkusionista. Narodil se v New Yorku portorickým rodičům, kteří sem přišli počátkem dvacátých let. V roce 1946, ve svých sedmnácti letech, vstoupil do armády a sloužil v Německu. Po návratu hrál například s Charliem Parkerem. Během své kariéry vydal řadu vlastních alb a spolupracoval s mnoha hudebníky, mezi něž patří například Gene Ammons, Yusef Lateef, Dizzy Gillespie, Herbie Mann a Kenny Burrell. Zemřel roku 2006 v New Yorku ve věku 76 let. Téhož roku mu bylo uděleno ocenění NEA Jazz Masters.